# Стасы
Стасы́ (укр. Стаси́) — село Черниговского района Черниговской области Украины. Население 134 человека.
Код КОАТУУ: 7425588703. Почтовый индекс: 15525. Телефонный код: +380 462.

## Власть
Орган местного самоуправления — Тереховский сельский совет. Почтовый адрес: 15521, Черниговская обл., Черниговский р-н, с. Тереховка, ул. Независимости, 4.